# Dreynschlag
Dreynschlag ist die Schaukampfgruppe des Vereins der „Liechtenauer Fechter,“ die ihre Forschungen 1997 aufnahm und sich im Oktober 1998 als offizieller Verein organisierte. Der Name ist ein Kunstwort und leitet sich aus einem Zitat von Johannes Liechtenauer ab, das lautet „Haw stark und fest dreyn“.
Der Verein wurde von Christoph Kaindel, Walter Engel und Oliver Walter gegründet und diente ursprünglich zur praktischen Erprobung theoretisch erworbenem Wissens für Christoph Kaindels Magisterarbeit über europäische Kampfkünste im Mittelalter.
Im Zuge dieser Arbeit hat Christoph Kaindel das Fechtbuch von Sigmund Ringeck vom Frühneuhochdeutschen ins heutige Deutsch übersetzt, um sich selbst und Dreynschlag eine bessere Studiengrundlage zu geben. Diese Übersetzung und die Überarbeitung durch Jörg Bellinghausen ist auch heute noch Grundlage für alle Ringeck-Bücher.
Die „Liechtenauer Fechter“ haben sich als Verein das Ziel gesetzt, die mittelalterliche Fechtkunst, genauer gesagt das Fechten deutscher Schule des 15. Jahrhunderts, wieder aufleben zu lassen, und wurden auch aus diesem Grund 2001 Mitglied bei der HEMAC und gründeten 2003 gemeinsam mit zwei weiteren Vereinen den Österreichischen Fachverband für historisches Fechten.
Dreynschlag haben im Zuge ihres mittlerweile fünfzehnjährigen Bestehens bereits viele Auftritte hinter sich gebracht, unter anderem beim Kaltenberger Ritterturnier. Aber auch der Bildungsauftrag wird von Dreynschlag sehr ernst genommen. So fanden zum Beispiel alljährlich seit 2004 im Zuge der „Langen Nacht der Museen“ in Wien Auftritte in der Hofjagd- und Rüstkammer der Neuen Burg statt. Auch von der Universität Wien und mehreren Schulen der Stadt Wien wurde Dreynschlag bereits mehrfach eingeladen, um ihr Wissen um die mittelalterliche Geschichte und das Fechten mit anderen zu teilen.
Da sich seit 1997 die Fechterszene in ganz Europa immer mehr entwickelt hat und auch Veranstaltungen immer mehr organisiert werden, veranstaltete auch Dreynschlag seit 2003 alljährlich einen der größten Events der Welt in Wien, wo stets rund 200 Teilnehmer aus der ganzen Welt begrüßt werden können. Andererseits werden Mitglieder von Dreynschlag auch oft als Seminarleiter zu anderen Events eingeladen.
Im Jahr 2010 besteht die Gruppe Dreynschlag aus 37 Mitgliedern und beschäftigt sich neben dem historischen Fechten und dem Schaukampf auch mit dem Re-Enactment, d. h. der möglichst getreuen Darstellung von geschichtlichen Epochen, in diesem Fall des Spätmittelalters in der Zeit von 1460 bis 1470. Die Darstellung der Mitglieder von Dreynschlag beschränkt sich auf Angehörige der bäuerlichen und bürgerlichen Stände. Als solche sind sie auf Mittelaltermärkten auch als „fahrende Fechtschule“ unterwegs und unterhalten das Publikum mit spontanen Fechtdarbietungen im Stile von Fechtschulen aus dem 15. Jahrhundert.
Die Gruppe selbst trainiert hierfür 2–3 Mal die Woche jeweils 2,5–3 Stunden und hat derzeit 4 Trainer. Der Schwerpunkt liegt beim Training mit dem „langen Schwert“. Aber auch alle anderen Aspekte der deutschen Schule finden hier Zuspruch, wie Ringen, Dolchkampf, langes Messer und auch Stangenwaffen wie Lanze oder Mordaxt.